# Нью-Йоркская группа
Нью-Йоркская группа — объединение украинских поэтов, живших в Нью-Йорке (США). Основана в 1958 Юрием Тарнавским, Богданом Бойчуком и Патрицией Килиной. В группу входили также Эмма Андиевская, Вера Вовк, Богдан Рубчак, Марк Царинник, Женя Васильковская и другие авторы. Печатным органом группы был ежегодный альманах «Новые стихи» (укр. «Нові поезії»), выходивший до 1971.
С 1959 года была неформальным объединением украинских эмиграционных поэтов. Свои произведения члены Нью-Йоркской группы писали на украинском языке в стиле мирового модернизма и оказывали им интеллектуальный и элитарный характер. Поэты были сосредоточены на эстетической ценности своего творчества и сознательно избегали общественных и политических тем. Это был их протест, и порой реакция на политизированность украинской литературы в советской Украине. Нью-Йоркская группа отличалась от творческой эмиграции тем, что не создала манифеста и не имела собственной литературной программы, поскольку её члены были совершенно разными в стилях творчества и политических взглядах.
Нью-Йоркскую группу не следует путать с Нью-Йоркской школой, объединявшей англоязычных поэтов.